# Martin Ekenberg
Martin Birger Natanael Ekenberg alias Justus Felix (geboren am 12. März 1870 in Töreboda; gestorben am 7. Februar 1910 in London) war ein schwedischer Erfinder. Bekannt wurde er durch die Tatsache, dass er 1904 die erste dokumentierte Briefbombe der Welt entwarf und verschickte. Nach einer Reihe von Bombenanschlägen in Schweden zwischen 1904 und 1909 wurde Ekenberg in London festgenommen.

## Leben
Ekenberg war Sohn eines Krämers. Er studierte Chemie und Maschinenbau an der Universität Stockholm und promovierte an der Albertus-Universität Königsberg mit einer Arbeit zum Fettgehalt der Kuhmilch. 1900 wurden seine „Untersuchungen und Experimente zur Bestimmung der Möglichkeit einer mechanischen Fischreinigung“ mit dem Polhems-Preis ausgezeichnet.
Er erfand eine Maschine, die Milch oder Kaffee kondensieren konnte. Er erfand zudem ein Verfahren zur Raffinierung von Heringsöl zu Maschinenöl. Weitere Erfindungen waren die Ekenbergsche Trockenmilch und eine schwimmende Fischfabrik für direkte Fangverarbeitung auf See.
Am 19. August 1904 explodierte die erste der von ihm entwickelten Briefbomben in Stockholm und traf den Direktor der schwedischen Zentrifuggesellschaft, Karl Fredrik Lundin. Der Anschlag verbrannte sein Gesicht und ließ ihn fast erblinden, im Gebäude brach Feuer aus. Dies war der weltweit erste dokumentierte Einsatz einer Briefbombe. Russische Anarchisten und Nihilisten wurden schnell von den Medien beschuldigt, aber nach ein paar Tagen empfing Karl Fredrik Lundins Firma ein Bekennerschreiben eines anonymen ehemaligen Mitarbeiters. Weitere Briefe, die später eintrafen, versuchten offensichtlich, den Verdacht auf G. Wahlenius, den früheren Geschäftsführer des Unternehmens, zu lenken. Die Polizei konnte ihn als Verdächtigen schnell ausschließen; die Briefe ließen jedoch den Verdacht aufkommen, dass der Angreifer jemand aus Lundins Bekanntschaft war.
Das Motiv von Ekenberg hinter dem Anschlag war Rache, nachdem Lundin die Entwicklung eines Apparates zur Bestimmung des Fettgehalts von Milch eingestellt hatte, der von Ekenberg entwickelt worden war. Bei seinen Anschlägen versuchte Ekenberg, die Bekanntheit des Opfers und die Stimmungslage zu nutzen, um den Verdacht auf eine andere Person oder Organisation zu lenken.
Bei der nächsten Attacke, der sogenannten „Parfümflasche zum Valentinstag“, explodierte am 4. Mai 1905 eine Briefbombe bei der Post in Stockholm. Die Bombe war ursprünglich an den Anwalt Alfred Valentin gerichtet, der die Sendung allerdings nicht annahm, da er das fehlende Porto nicht begleichen wollte. Bei der Explosion auf dem Postamt wurden zwei Personen schwer verletzt. Das Bekennerschreiben kam aus Berlin und enthielt starke antisemitische Elemente. Der vermeintliche Urheber des Bekennerschreibens war der deutsche Kellner Franz Szapek, der angeblich einer antisemitischen Vereinigung angehörte. Da dieser jedoch weder schreiben konnte noch in der Lage war, eine Bombe zu bauen, konnte man ihn schnell als Täter ausschließen. Graphologische Untersuchungen wiesen auf einen Verfasser hin, der Schwedisch als Muttersprache beherrschte, jedoch längere Zeit im englischsprachigen Raum verbracht hatte.
Der nächste Anschlag fand 1909 statt, als der Direktor des schwedischen Exportverbandes, John Hammar, am 9. Oktober ein Paket erhielt. In der Packung befanden sich die Hälfte der Vorderseite einer Nummer der anarchistischen Zeitschrift Brand und ein schwarzer Pappzylinder. Als Hammar den Deckel des Pappzylinders abnahm, wurde eine Explosion ausgelöst, die Daumen und Zeigefinger an seiner rechten Hand abriss. Einige Wochen zuvor hatte Ekenberg Briefe an die beiden Zeitungen Aftonbladet und Social-Demokraten geschickt, in denen er sich als Justus Felix, Vorsitzender des „Sozialdemokratengerichts“, ausgab. In dem Brief schrieb er unter anderem: „Wir glauben immer wieder an die unterwerfende Wirkung einer Bombe. Sie reformiert rasch eine prekäre kapitalistische Gesellschaft.“
Wenige Tage nach dem Anschlag auf den Direktor des Exportverbandes erhielt die Zeitung Dagen einen neuen Brief vom „Sozialdemokratengericht“, der die Anklage und das Urteil gegen John Hammar enthielt. Dieser Brief wurde von Gustav Malmborg handgeschrieben und unterschrieben. Die Zeitschrift Brand hatte mehrere mit diesem Namen signierte Artikel veröffentlicht. Die Stockholmer Polizei befragte den Herausgeber der Zeitung, Hinke Bergegren, fand aber keine Beweise gegen ihn.
Am selben Tag, an dem der Anschlag auf Hammar stattgefunden hatte, erhielt der Geschäftsführer Johan Sjöholm in Göteborg ein Paket. Sjöholms Sohn Adrian hatte in Abwesenheit seines Vaters das Paket geöffnet, das laut Lieferschein einen von einem Freund geliehenen Füllfederhalter enthielt. Die Bombe explodierte nicht, weil der Abzugsmechanismus kaputt war, aber der Sohn wollte den Inhalt der Polizei übergeben. Die Bombe ging jedoch zuvor verloren.
Der Fall konnte durch die Handschrift Ekenbergs aufgeklärt werden. Bereits am Abend nach dem Anschlag auf John Hammar glaubte der Ingenieur Alf Larsson eine Ähnlichkeit zwischen einem der Briefe an Aftonbladet und einem von seinem alten Geschäftspartner Ekenberg zu erkennen. Zutaten für Sprengstoffe, Zündvorrichtungen und Aluminiumrohre wurden in Ekenbergs englischem Haus und Labor im Londoner Stadtteil Clapham gefunden. Es gab auch eine kleine Druckerei, die die gleichen Schriftarten verwendete, die in den Briefen des Sozialdemokratengerichts verwendet wurden. Ekenberg wurde festgenommen und starb im Februar 1910 in seiner Gefängniszelle. Die Obduktion ergab eine natürliche Todesursache; es wird aber auch spekuliert, dass Ekenberg mittels Gift Suizid begangen hatte.
Der schwedische Ermittler Gustaf Lidberg veröffentlichte 1919 seine Erfahrungen mit dem Fall in einem Buch.

## Quellverweise
- Terrorismens historia – Björn Kumm, ISBN 91-89442-93-8
- Swedish Chemical Journal 1899: Artikel von Martin Ekenberg
- Die Rache des Erfinders, Neue Zürcher Zeitung, Januar 2005.

| Personendaten    | Personendaten                                                                     |
| ---------------- | --------------------------------------------------------------------------------- |
| NAME             | Ekenberg, Martin                                                                  |
| ALTERNATIVNAMEN  | Ekenberg, Martin Birger Nathanael (vollständiger Name); Felix, Justus (Pseudonym) |
| KURZBESCHREIBUNG | schwedischer Erfinder                                                             |
| GEBURTSDATUM     | 12. März 1870                                                                     |
| GEBURTSORT       | Töreboda                                                                          |
| STERBEDATUM      | 7. Februar 1910                                                                   |
| STERBEORT        | London                                                                            |